# Vendargues
Vendargues – miejscowość i gmina we Francji, w regionie Oksytania, w departamencie Hérault.
Według danych na rok 1990 gminę zamieszkiwało 4257 osób, a gęstość zaludnienia wynosiła 474 osoby/km² (wśród 1545 gmin Langwedocji-Roussillon Vendargues plasuje się na 80. miejscu pod względem liczby ludności, natomiast pod względem powierzchni na miejscu 805.).

## Populacja

Populacja Vendargues w latach 1962-2008